# Seo Hyun-chul
Seo Hyun-chul (en hangul, 서현철; nacido el 19 de mayo de 1965) es un actor de cine, teatro y televisión surcoreano.

## Vida personal
Seo Hyun-chul está casado con la también actriz Jung Jae-eun, con la que tiene una hija. Se conocieron durante un gira de teatro por Japón y se casaron tras dos años de noviazgo, cuando él tenía 45 años y ella 41.
Seo no se formó desde joven para la actuación; estudió en el Departamento de Lengua y Literatura Coreana de la Universidad de Hoseo, y se mantuvo después con varios trabajos a tiempo parcial antes de conseguir un trabajo estable en el equipo de ventas de una empresa de calzado. Sin embargo, se sentía insatisfecho con ese tipo de vida, por lo que renunció y se dedicó por un tiempo al montañismo y al rafting. También intentó convertirse en trabajador social, y para ello dedicó muchos meses al aprendizaje de la lengua de signos. Un día vio casualmente un anuncio de la Escuela Nacional de Cultura de Teatro, y empezó después a asistir los fines de semana a uno de sus cursos de actuación.

## Carrera
A los 31 años logró entrar en la compañía de teatro Little Myth, donde comenzó a actuar. Para ello abandonó su trabajo estable en la empresa de calzados, contra la oposición familiar. En los años siguientes, primero gastó la indemnización de despido que había recibido, y después recurrió de nuevo a empleos a media jornada mientras se abría paso en el mundo teatral. En este proceso aprendió también canto y empezó a aparecer en producciones musicales. Aunque llegó a la carrera de actor a una edad avanzada, poco a poco se construyó una reputación de actor especialmente dotado para la comedia, y en su madurez Seo Hyun-cheol es considerado un maestro de la actuación cómica.
Sus primeros años de carrera se desarrollaron en el ámbito teatral, tanto en el drama como en musicales (entre otros, Fantástico, el primero en el que actuó, Estrella de la radio y Esos días). En 2003 llegó a interpretar un papel en una obra original suya (titulada en hangul, 채플린 지팡이를 잃어버리다; literalmente, «Chaplin perdió su bastón»). Desde 2010 es una presencia constante como actor de reparto tanto en cine como sobre todo en televisión. Ese año debutó en ambos medios con sendos papeles en Finding Mr. Destiny y Cinderella's Sister, respectivamente. Esta última serie representó para el actor un punto de inflexión, que le permitió ampliar su trabajo más allá de las obras dramáticas y los musicales. También su asidua participación como invitado en algunos programas de radio, como Golden Fishery Radio Star (MBC), en los que destaca por su ingenio y su facilidad de palabra, le han ayudado mucho a darse a conocer por el público. Pero no ha abandonado los escenarios, que frecuenta regularmente con una o dos obras al año.

## Filmografía

### Cine
| Año  | Título              | Hangul       | Papel                         | Notas              | Ref.          |
| ---- | ------------------- | ------------ | ----------------------------- | ------------------ | ------------- |
| 2010 | Finding Mr. Destiny | 김종욱 찾기  | Cliente 2                     | Aparición especial | [ 10 ]        |
| 2013 | The Gifted Hands    | 사이코메트리 | Detective jefe Go             |                    |               |
| 2017 | The Bros            | 부라더       | Nieto mayor                   | Cameo              | [ 11 ]        |
| 2019 | Black Money         | 블랙머니     | Im Seung-man                  |                    | [ 12 ] [ 13 ] |
| 2021 | Mission: Possible   | 미션 파서블  | Jefe del equipo de detectives |                    | [ 14 ]        |
| 2024 | Pilot               | 파일럿       | Colega de Jung-woo            | Aparición especial |               |

### Series de televisión
| Año     | Título                                      | Papel                       | Canal         | Notas                          | Ref.          |
| ------- | ------------------------------------------- | --------------------------- | ------------- | ------------------------------ | ------------- |
| 2010    | Cinderella's Sister                         | Verdadero amor de Kang Sook | KBS2          |                                | [ 2 ]         |
| 2010    | Spy Trader Kim Chul-soo's Recent Condition  | Park                        | KBS           | Drama Special, temp. 1, ep. 10 |               |
| 2010    | The King of Legend                          | Yeom-bo                     | KBS1          |                                |               |
| 2011    | Perfect Spy                                 | Jefe                        | KBS           | Drama Special, temp. 1, ep. 6  |               |
| 2011    | Our Women                                   | Choi Doo-ho                 |               |                                |               |
| 2011    | Identical Criminals                         | Choi Kyeong-rok             | KBS           | Drama Special, temp. 2, ep. 11 |               |
| 2012    | Moon Embracing the Sun                      | Shim San                    | MBC           |                                | [ 15 ]        |
| 2012    | The Secret of Birth                         | Go Eun-pyo                  | SBS           |                                |               |
| 2013    | Buen doctor                                 | Byung-soo                   | KBS2          |                                | [ 16 ]        |
| 2013    | Golden Rainbow                              | Kang Dong-pal               | MBC           |                                | [ 17 ]        |
| 2014    | First Birthday                              | Seong-gi                    | KBS           | Drama Special, temp.5, ep. 2   |               |
| 2014    | Wonderful Days                              | Han Bin / Hwang Gil-sang    | KBS2          |                                | [ 18 ]        |
| 2014    | El guardián de la noche                     | Min Joong-seo               | MBC           |                                |               |
| 2015    | The Jingbirok: A Memoir of Imjin War        | Yi Il                       | KBS1          |                                |               |
| 2015    | The Wind Blows to the Hope                  | Moon Jong-dae               | KBS           | Drama Special, temp. 6, ep. 2  |               |
| 2015    | Assembly                                    | Seo Dong-jae                | KBS2          |                                | [ 19 ]        |
| 2015    | Six Flying Dragons                          | Jang Sam-bong               | SBS           |                                | [ 20 ]        |
| 2015    | Sweet, Savage Family                        | Seo Chul-joong              | MBC           |                                | [ 21 ] [ 22 ] |
| 2016    | Jang Yeong-sil                              | Choi Bok                    | KBS1          |                                |               |
| 2016    | One More Happy Ending                       | Ward official               | MBC           |                                |               |
| 2016    | Wanted                                      | Kim Sang-sik                | SBS           |                                | [ 23 ]        |
| 2016    | The Good Wife                               | Son Byung-ho                | tvN           |                                |               |
| 2016    | Cinderella with Four Knights                | Eun Gi-sang                 | tvN           |                                | [ 24 ]        |
| 2016    | The Sound of Your Heart                     | Vicejefe de la división 5   | Naver TV Cast | Serie web                      | [ 25 ]        |
| 2016    | My Fair Lady                                | Kong Gil-ho                 | KBS2          |                                | [ 26 ]        |
| 2017    | Circle                                      | Hong Jin-hong               | tvN           |                                | [ 27 ] [ 16 ] |
| 2017    | Manhole                                     | Padre de Soo-jin            | KBS2          |                                |               |
| 2017    | Amor revolucionario                         | Kim Ki-sub                  | tvN           |                                | [ 28 ]        |
| 2018    | A Poem a Day                                | Yang Myung-cheol            | tvN           |                                | [ 29 ]        |
| 2018    | Sunny Again Tomorrow                        | Lee Sang-hoon               | KBS1          |                                | [ 30 ]        |
| 2019    | Home Sweet Home                             | Jo Hyeon-seok               | KBS           | Drama Special, temp. 10, ep. 1 |               |
| 2019    | Melting Me Softly                           | Hwang Gab-soo               | tvN           |                                | [ 31 ]        |
| 2019    | Woman of 9.9 Billion                        | Oh Dae-yong                 | KBS2          |                                | [ 32 ]        |
| 2020    | To All The Guys Who Loved Me                | Seo Ho-joon                 | KBS2          |                                | [ 33 ] [ 34 ] |
| 2021    | Happiness                                   | Padre de Yi-hyun            | tvN           | Aparición especial             | [ 35 ]        |
| 2022    | Las inclemencias del amor                   | Padrastro de Chae Yoo-jin   | JTBC          | Aparición especial             | [ 36 ]        |
| 2022    | Treinta y nueve                             | Jung Hong-shik              | JTBC          |                                | [ 37 ] [ 38 ] |
| 2022    | Stock Struck                                | Director ejecutivo          | TVING         | Serie web, 2 episodios         |               |
| 2022-23 | The Police Station Next to the Fire Station | Baek Cham                   | SBS           | Temporadas 1 y 2               | [ 39 ]        |
| 2023    | Mi mentiroso adorable                       | Jang Joong-kyoo             | tvN           |                                | [ 40 ] [ 41 ] |
| 2023    | Boyhood                                     | Jang Hak-soo                | Coupang Play  | Serie web                      | [ 42 ]        |
| 2024    | Un negocio virtuoso                         | Seo Hyun-shik               | JTBC          |                                | [ 43 ]        |
| 2025    | Un chico ejemplar                           | Hwang Gyeong-cheo           | JTBC          |                                | [ 44 ]        |
| 2025    | La primera noche con el duque               | Cha Ho-yeol                 | KBS2          |                                | [ 45 ]        |

## Teatro y musicales
| Año     | Título                           | Hangul                        | Papel           | Notas                                                         | Ref.          |
| ------- | -------------------------------- | ----------------------------- | --------------- | ------------------------------------------------------------- | ------------- |
| 2004    | Apaga las luces, por favor       | 불을 꺼주세요                 | Hombre          | 30/7-26/9/2004, Centro de Arte Dongsung                       | [ 46 ]        |
| 2004    | Fantástico                       | 판타스틱스                    | Henry           | 8/12/2004-2/1/2005, teatro Daehakro                           | [ 46 ]        |
| 2005    | Piedra en el bolsillo            | 주머니 속의 돌                | Actor de teatro | 1/9-30/10/2005, Centro de Arte Dongsung                       | [ 46 ]        |
| 2006    | Nasaengmun                       | 나생문                        | Peluquero       | 10/6-2/7/2006, teatro Jayu                                    | [ 46 ]        |
| 2006    | Fantástico                       | 판타스틱스                    | Henry           | 21/11/06-21/1/07, Centro de Arte Dongsung                     | [ 46 ]        |
| 2007    | Scat de chico de campo           | 컨츄리보이 스캣               | Henry           | 13/3-5/5/2007, Centro de Arte Dongsung                        | [ 46 ]        |
| 2007    | Ruido desactivado                | 노이즈 오프                   | Roger           | 25/9-11/11/2007, Centro de Arte Dongsung                      | [ 46 ]        |
| 2008    | Estrella de la radio             | 라디오스타                    | Jefe de oficina | 18/11-31/12/2008, teatro del Museo Nacional de Corea          | [ 46 ]        |
| 2009    | Historia de belleza de Samdobong | 삼도봉美스토리                | Noh Sang-sul    | 10/2-28/6/2009, Centro de Arte Dongsung                       | [ 46 ]        |
| 2009    | Historia de un ladrón            | 늘근도둑 이야기               | Ladrón viejo    | 1/5/2009-1/3/2010, Salón de Arte COEX                         | [ 46 ]        |
| 2010    | Fantástico                       | 판타스틱스                    | Henry           | 6-17/1/2010, Espacio Cultural Daehakro Ida 2                  | [ 47 ]        |
| 2013    | Restaurante de medianoche        |                               | Cliente         | Febrero de 2013                                               | [ 48 ]        |
| 2013    | Universidad de la risa           | 웃음의 대학                   | Censor          | 2-23/02/2013, Uniplex 2                                       | [ 49 ]        |
| 2014    | Equipo de esquí de Vietnam       | 월남스키부대                  |                 |                                                               | [ 4 ]         |
| 2014-15 | Vanya, Sonya, Masha y Spike      | 바냐와 소냐와 마샤와 스파이크 | Vanya           | 12/2014-4/1/2015, Gran Teatro de Daehakro                     | [ 50 ]        |
| 2015    | Universidad de la risa           | 웃음의 대학                   | Censor          | Daehakro Art Plaza Hall, 1-24/1/2015                          | [ 51 ]        |
| 2016    | Alcohol, lágrimas, Jekyll y Hyde |                               | Dr. Jekyll      | Hasta el 31 de julio, teatro Jayu                             | [ 52 ]        |
| 2016-17 | Nuestras mujeres                 | 우리의 여자들                 |                 | 2/12/2016-1/2/2017, teatro Suhyeon en Daehakro                | [ 53 ]        |
| 2017    | Mentiroso especial               | 스페셜 라이어                 | Stanley Gardner | Dongsung Hall y gira por ocho ciudades                        | [ 54 ]        |
| 2020    | Gwangju                          | 광주                          | Sacerdote Ohwal | 9/10-8/11/2020, Centro de Arte Daehakro                       | [ 55 ]        |
| 2020-21 | Esos días                        | 그날들                        |                 | 13/11/2020-7/3/2021, teatro Chungmu                           |               |
| 2020-21 | El discurso del rey              | 연극열전8 - 킹스 스피치       | Lionel Logue    | 28/11/2020-7/2/2021, teatro Art One 2                         | [ 56 ]        |
| 2021    | Mentiroso especial               | 스페셜 라이어                 | Stanley Gardner | 26/2-25/4/2021, teatro Baekam                                 | [ 57 ] [ 7 ]  |
| 2021-22 | Frankenstein                     | 프랑켄슈타인                  | Stephan         | 24/11/2021-20/2/2022                                          | [ 58 ]        |
| 2022-23 | Hombre Watanabe                  | 사나이 와타나베               | Watanabe        | 25/10/2022-15/1/2023, teatro Plus                             | [ 59 ] [ 5 ]  |
| 2022-23 | Vieja canción malvada            | 올드위키드송                  | Josef Mashkan   | 10/12/2022-19/2/2023, teatro Yes 24                           | [ 60 ] [ 61 ] |
| 2023    | Esos días                        | 그날들                        |                 | 12/7-3/9/2023, teatro de la Ópera del Centro de Artes de Seúl | [ 62 ]        |
| 2023-24 | Venir de lejos                   | 컴프롬어웨이                  | Claude          | 28/11/2023-18/2/2024                                          | [ 63 ] [ 64 ] |

## Otras actividades

### Variedades televisivas
| Año  | Título                      | Hangul             | Función             | Canal     | Notas                                    | Ref.          |
| ---- | --------------------------- | ------------------ | ------------------- | --------- | ---------------------------------------- | ------------- |
| 2020 | Niño problemático en casa   | 옥탑방의 문제아들  | Invitado            |           | 20 de enero de 2020                      | [ 65 ]        |
| 2022 | Centro de Consejería Dorada | 금쪽상담소         | Invitado            | Channel A | Marzo de 2022. Con su mujer Jung Jae-eun | [ 66 ]        |
| 2023 | Escucha, mira, está bien    | 듣고, 보니, 그럴싸 | Miembro del reparto | JTBC      | Radiodrama transmitido por televisión    | [ 67 ] [ 68 ] |

### Radio
| Año  | Título                    | Función           | Canal | Notas                      | Ref.          |
| ---- | ------------------------- | ----------------- | ----- | -------------------------- | ------------- |
| 2015 | Golden Fishery Radio Star | Invitado          | MBC   | Ep. 424, 6 de mayo de 2015 | [ 69 ]        |
| 2017 | Golden Fishery Radio Star | Invitado          | MBC   | Ep. 513                    |               |
| 2021 | Late Night Ghost Story    | Narrador invitado | MBC   | 18 de noviembre de 2021    | [ 58 ] [ 70 ] |